# Tartessops quadrispinus
Tartessops quadrispinus är en insektsart som beskrevs av Evans 1981. Tartessops quadrispinus ingår i släktet Tartessops och familjen dvärgstritar. Inga underarter finns listade i Catalogue of Life.